# سنتز ایندول گاسمن
سنتز ایندول گاسمن(به انگلیسی: Gassman indole synthesis) یک سری از واکنش‌های شیمیایی مورد استفاده برای سنتز ایندول‌های استخلافی توسط افزایش یک آنیلینِ استخلافی و یک کتونِ استخلافیِ حامل گروه تیواتر است.
این واکنش شیمیایی یک نوع سنتز یکجا است و هیچ‌یک از واسطه‌های واکنش جدا نمی‌شوند. R۱ می‌تواند هیدروژن یا آلکیل باشد، R۲ می‌تواند آلکیل باشد، اما با آریل بهترین عملکرد را دارد. آنیلین‌های غنی از الکترون، مانند ۴-متوکسی‌آنیلین، در این واکنش عملکرد مناسبی ندارند.
موقعیتِ ۳ گروه تیومتیل اغلب با استفاده از نیکل رینی برای ایجاد ۳-H-ایندول حذف می‌شود.

## سازوکار واکنش
سازوکار واکنش سنتز ایندول گاسمن به سه مرحله تقسیم می‌شود.
مرحله اول شامل اکسایش آنیلین ۱ با استفاده از ترت-بوتیل هیپوکلریت (tBuOCl) برای تولید کلرامین ۲ است.
مرحله دوم افزودن کتو- تیواتر برای ایجاد یون سولفونیوم ۳ است و معمولاً در دماهای پایین انجام می‌شود (۷۸- درجه سلسیوس).
مرحله سوم و آخر اضافه کردن یک باز است که در این مورد تری‌اتیل‌آمین استفاده می‌شود. پس از گرم شدن تا رسیدن به دمای اتاق، باز، یون سولفونیوم را پروتون‌زدایی کرده و سولفونیوم ایلید ۴ را ایجاد می‌کند که به سرعت دستخوش بازآرایی سیگماتروپی-[۳٬۲] به کتون ۵ می‌شود. کتون ۵ تحت یک تراکم آسان قرار می‌گیرد تا ۳-تیومتیل‌ایندول ۶ مورد نظر را ایجاد نماید.